# غونتر ماير (أستاذ جامعي)
غونتر ماير (بالألمانية: Günter Meyer)‏ هو جغرافي ألماني، ولد في 25 أغسطس 1946 في أولدنبورغ في ألمانيا.